# Valtschielbrücke
Die Valtschielbrücke ist eine einspurige Strassenbrücke aus Stahlbeton im Kanton Graubünden in der Schweiz. Sie verbindet die Dörfer Donat und Casti in der Gemeinde Muntogna da Schons. Planer der Brücke war Robert Maillart, Bauunternehmer war Nicolaus Hartmann & Cie. aus St. Moritz.

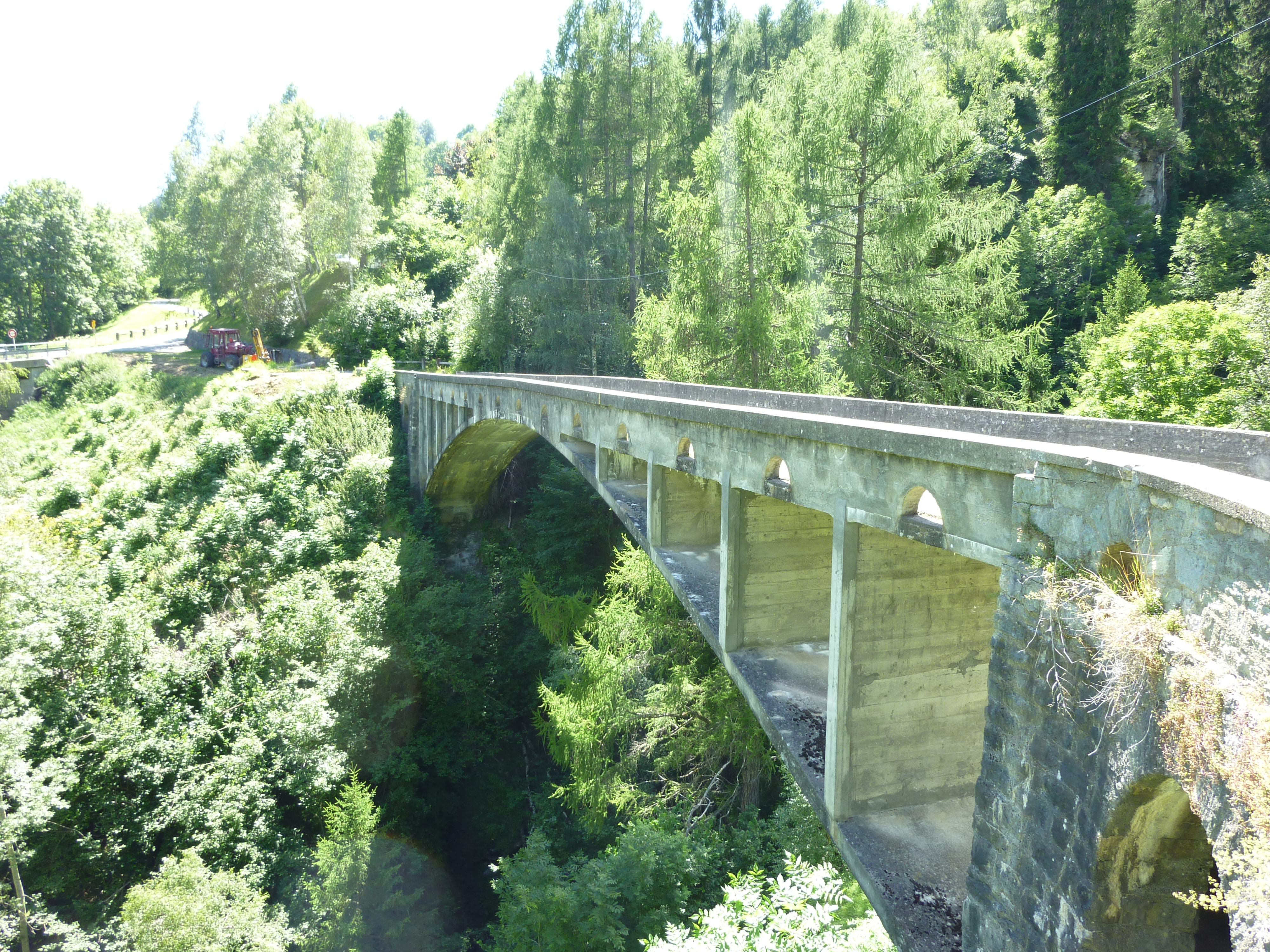
Blick nach Süden

Die flache Bogenbrücke, bei der die massiven Brüstungen und die Fahrbahn als Versteifung dienen, wurde 1926 fertiggestellt. Sie überquert das Tobel der Valtschiel mit einer Spannweite von 43,2 Metern. Sie ist die älteste noch bestehende Stabbogenbrücke Maillarts und gilt als eines seiner Hauptwerke. Heute wird die Brücke nur noch von Fussgängern benutzt; der Strassenverkehr wird über eine neue Brücke im Osten der Valtschielbrücke geführt. Eigentümer der unter kantonalem Denkmalschutz stehenden Brücke ist seit 1995 die Gemeinde Donat.
Maillarts damals neue Idee, Brücken als ästhetisch ansprechende Ingenieursbaukunst zu erstellen, wurde nicht von allen verstanden. So kritisierte 1933 der Architekt Hermann Rukwied eine „Verletzung der Proportionen“ und einen „offensichtlich zu schwacher Tragbogen“. Max Bill, der zu Maillarts 75. Geburtstag ein Buch über den Bauingenieur verfasste, bemängelte die „unbegreifliche Schwere“ der seitlichen Anschlussbauwerke, lobte aber die Brücke als „ausserordentlich schön“.
Wegen Schäden, entstanden vor allem durch abfliessendes Wasser und Frosteinwirkung, wurde die Brücke 2013 saniert. Das Sanierungsprojekt wurde 2009 von den Organisatoren des Transviamala Laufs zusammen mit dem Naturpark Beverin und der Gemeinde Donat vorgeschlagen und unter der Bauherrschaft der Gemeinde Donat von einer Trägerschaft aus Privaten und öffentlichen Spendern unterstützt.

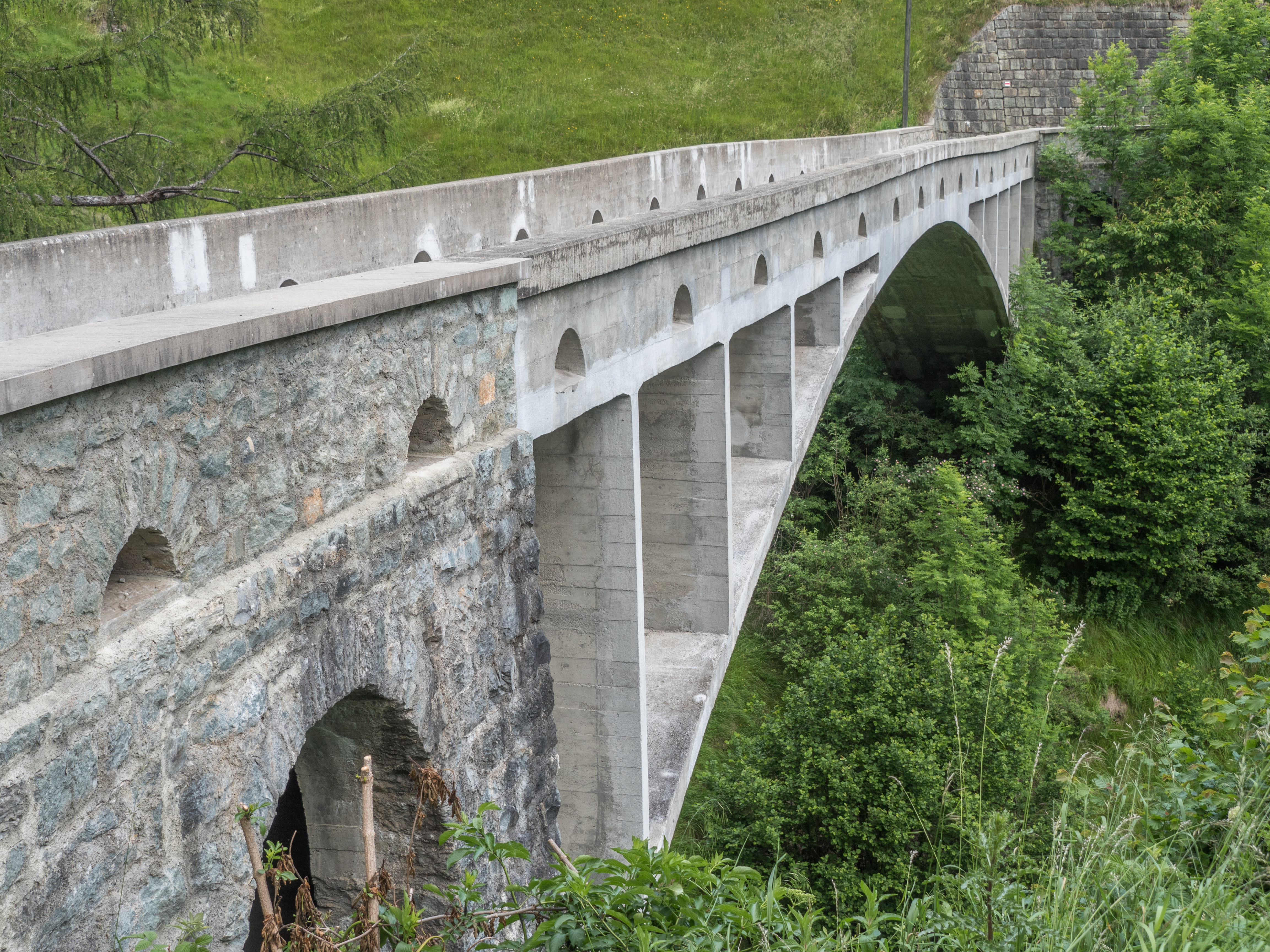
Blick nach Norden
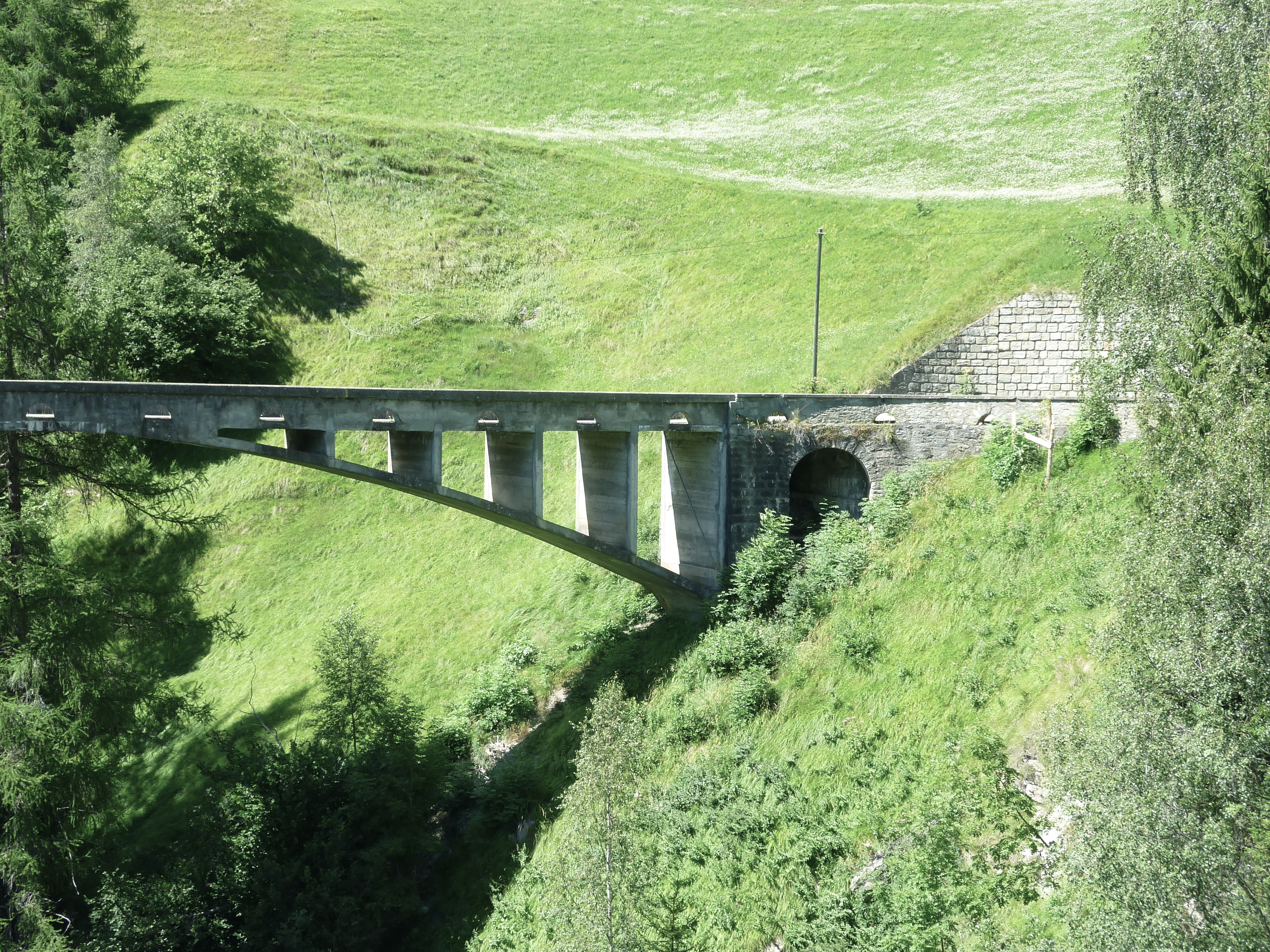
Nördlicher Abschluss
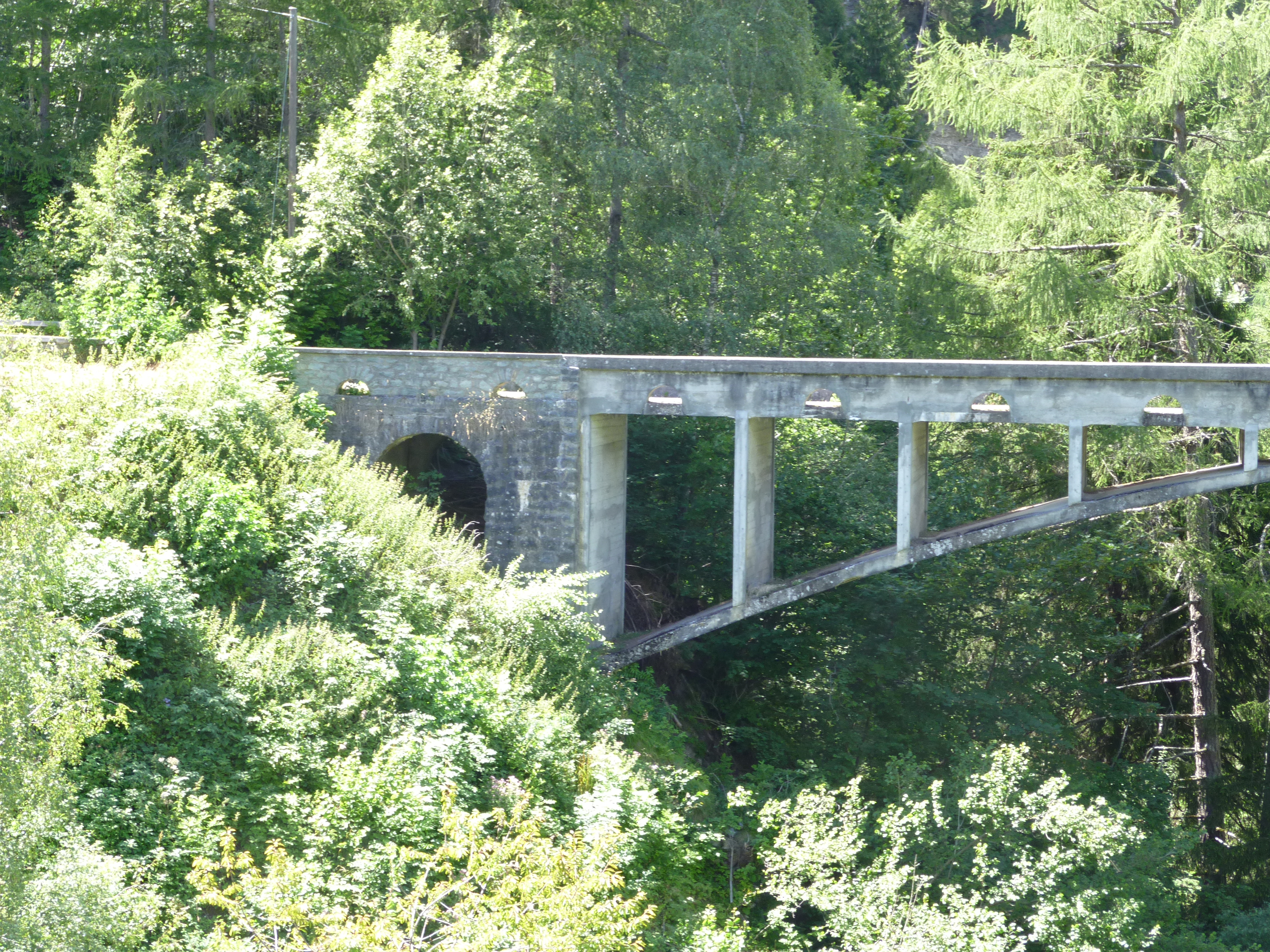
Südlicher Abschluss
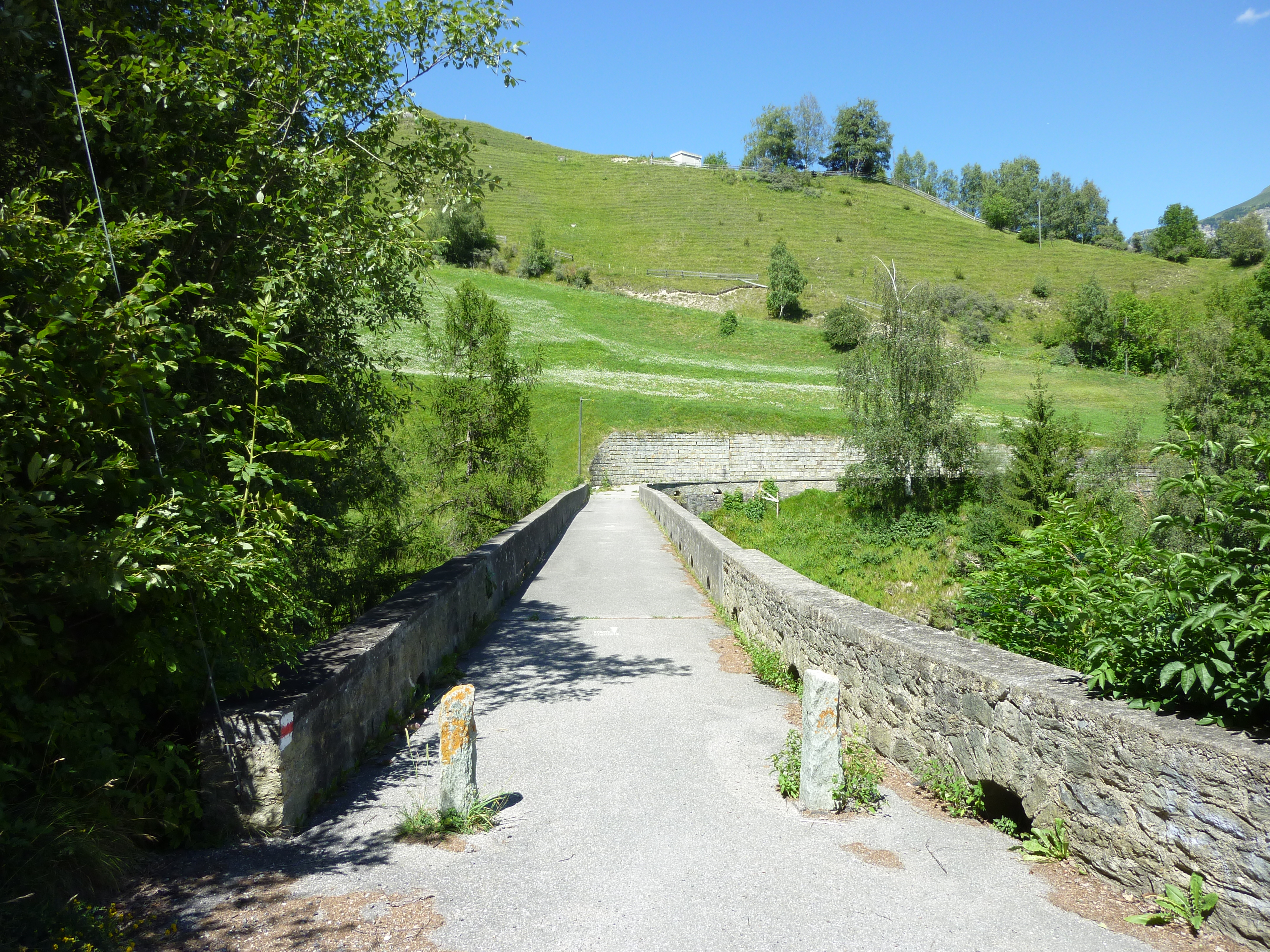
Ehemalige Fahrbahn (Blick nach Norden)
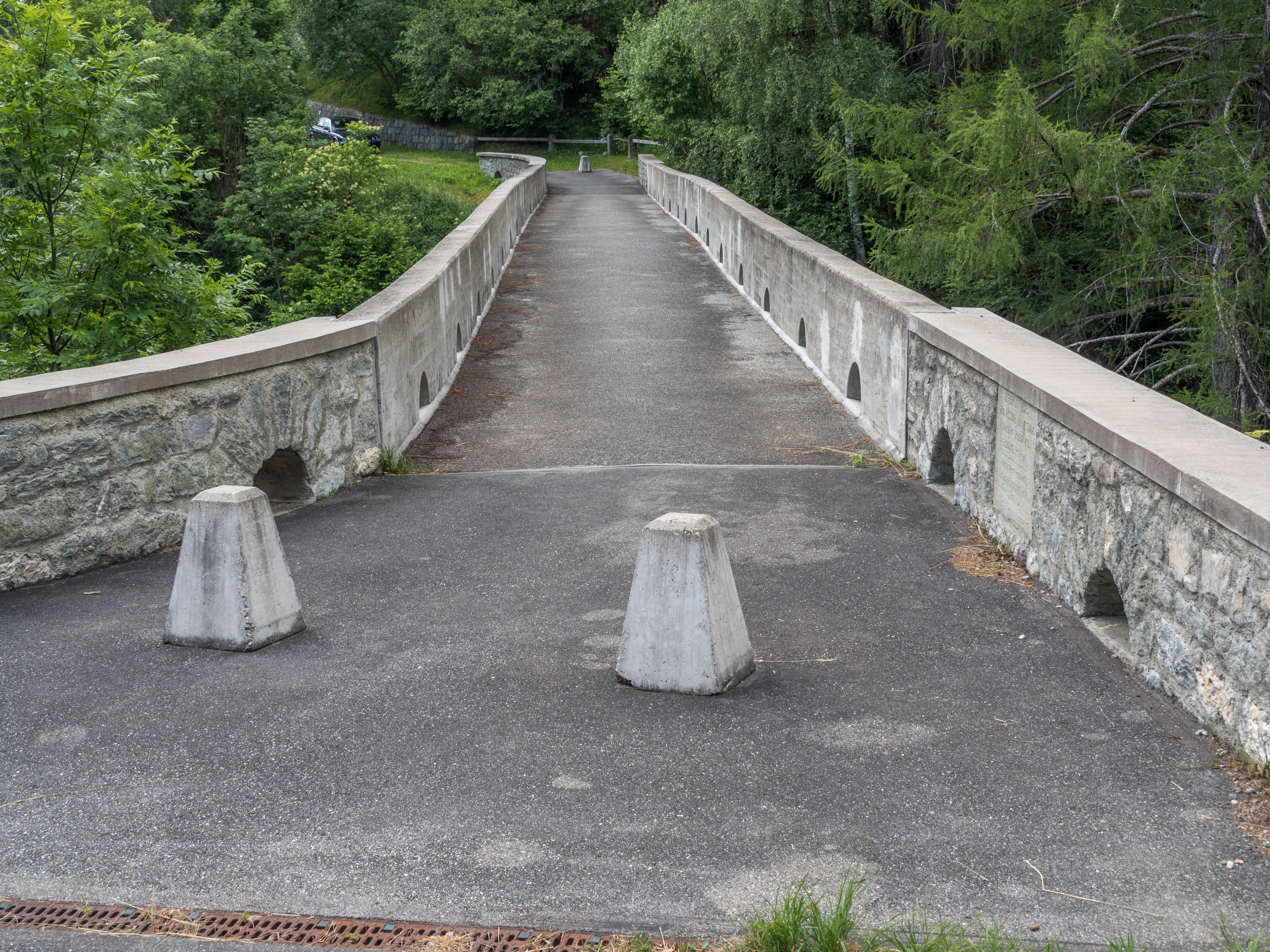
Ehemalige Fahrbahn (Blick nach Süden)
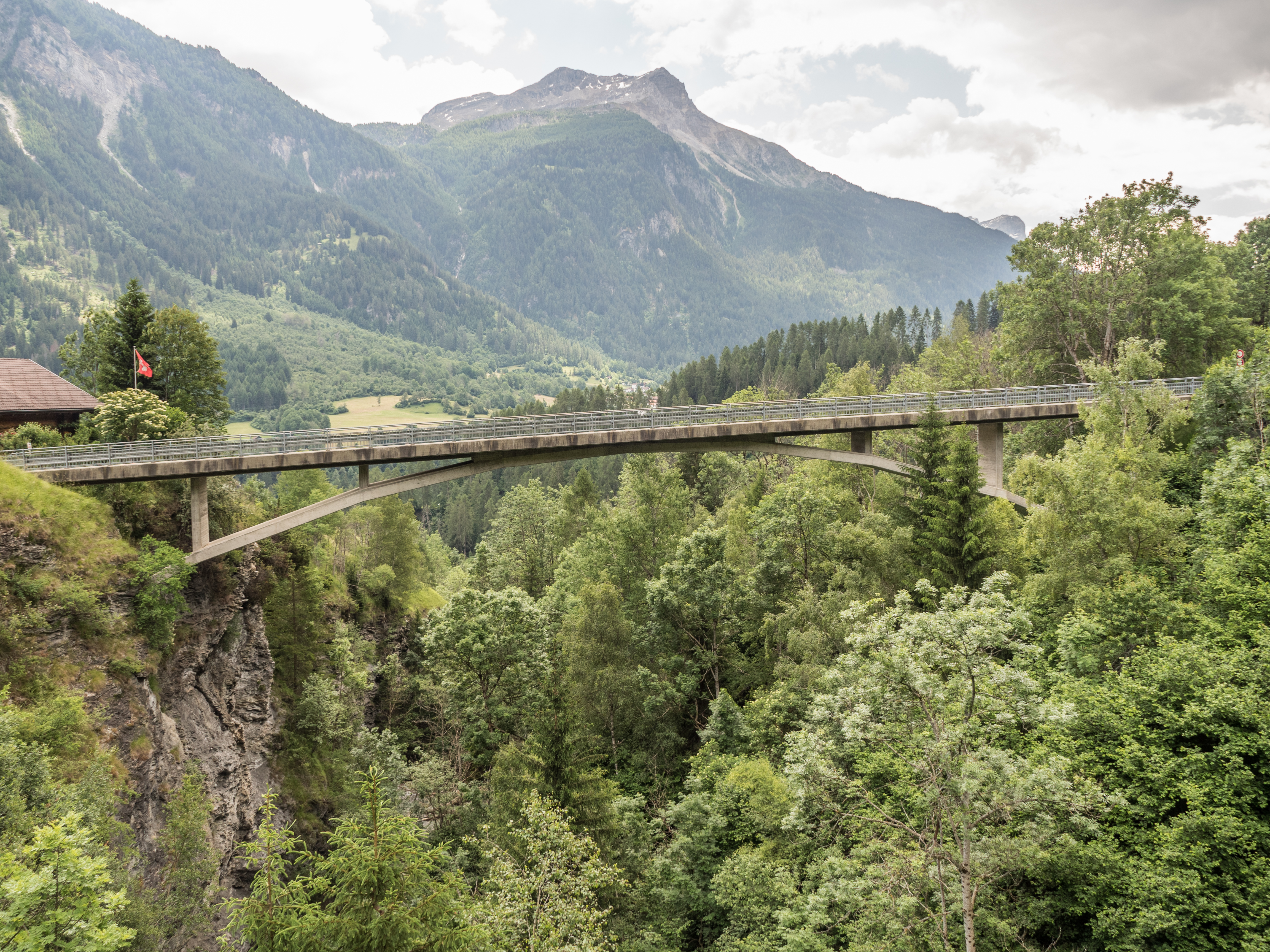
Neue Strassenbrücke